# 沃納氏錐首魚
沃納氏錐首魚，為黑頭魚科的其中一種，為深海魚類，分布於東大西洋摩洛哥外海海域，棲息深度2150-2300公尺，體長可達34公分，棲息在中層水域，生活習性不明。